# ويلف هال
ويلف هال (بالإنجليزية: Wilf Hall)‏ هو لاعب كرة قدم بريطاني، ولد في 14 أكتوبر 1934 في ماكليسفيلد في المملكة المتحدة، وتوفي بنفس المكان في 1 أغسطس 2007. لعب مع إيبسويتش تاون وستوك سيتي وماكليسفيلد تاون ونادي ألترينتشام.